# Биддл, Фрэнсис
Фрэнсис Беверли Биддл (англ. Francis Beverley Biddle; 9 мая 1886, Париж — 4 октября 1968, Массачусетс) — американский юрист и правовед. Сын профессора права Пенсильванского университета Алджернона Биддла. Праправнук Эдмунда Рэндольфа и дальний родственник Джеймса Мэдисона мл.

## Биография
Фрэнсис Биддл родился в Париже. Окончил Гарвардский университет (1909, бакалавр искусств), степень по праву там же (1911). В 1911—1912 годах работал клерком в Верховном суде. Затем 27 лет занимался юридической практикой в Филадельфии.
В 1940—1941 годах — генеральный солиситор США, с 26 августа 1941 года по 26 июня 1945 года генеральный прокурор США. Ушёл в отставку по требованию президента Трумэна. Член Международного военного трибунала в Нюрнберге от США — по воспоминаниям главы секретариата советской делегации в Нюрнберге Аркадия Полторака, в ходе процесса Биддл «вёл себя очень активно, часто задавал вопросы подсудимым и свидетелям». Францем фон Папеном назывался «лучшей гарантией справедливого приговора», поскольку даже при своих политических убеждениях ставил под сомнение необходимость осуждения некоторых лиц — так, именно сомнения Биддла и его заместителя Джона Паркера стали причиной оправдания Ганса Фриче.
В своей книге «Страх перед свободой» (1952) Биддл поставил перед собою задачу показать американцам, что они стали жертвой самими же ими созданного «коммунистического пугала»: «Шаг за шагом мы создали благоприятные условия для прихода новой тирании… заставили власти… зажать нам рты, закрыть нам глаза, заткнуть нам уши».
В 1964—1967 годах президент Американского союза защиты гражданских свобод.